# منصور سهراب‌پور
منصور سهراب‌پور تهیه‌کننده ایرانی است. او سابقه فعالیت به عنوان بازیگر و مدیر تولید را هم در کارنامه خود دارد.
یکی از اولین فعالیت‌های سینمایی سهراب‌پور را می‌توان بازی در فیلم آخرین شناسایی به کارگردانی علی شاه‌حاتمی در سال ۱۳۷۲ نام برد. علاوه بر آخرین شناسایی سهراب پور سابقه بازی در چند فیلم دیگر را هم دارد.
سهراب‌پور از اواخر دهه هفتاد به عنوان مدیر تولید در چند پروژه سینمایی فعالیت کرد تا جایی که در سال ۱۳۸۹ در فیلم پاریس تا پاریس به کارگردانی محمدحسین لطیفی اولین تجربه خود را به عنوان تهیه‌کننده فیلم سینمایی رقم بزند.
از آن سال تاکنون تهیه‌کنندگی چند فیلم سینمایی به کارنامه سهراب‌پور اضافه شده‌است. فیلم‌های من سالوادور نیستم و آینه بغل از جمله فیلم‌های پرفروشی هستند که تهیه کنندگی آن‌ها بر عهده منصور سهراب پور بوده‌است.
از فعالیت‌های برجسته سهراب‌پور در سال‌های اخیر می‌توان تهیه سریال‌های ساخت ایران ۱ و ساخت ایران ۲ را نام برد. این سریال‌ها برای توزیع در شبکه نمایش خانگی ساخته و در همین شبکه توزیع شده‌اند.
منصور سهراب پور از بهار سال ۱۳۶۵ تا آخر جنگ ایران و عراق به عنوان یک بسیجی داوطلب در جبهه حضور دائمی پیوسته و فعال داشت

## فیلم‌شناسی

### بازیگر
| نام پروژه     | سال تولید | نوع پروژه       | کارگردان      | تهیه‌کننده     |
| ------------- | --------- | --------------- | ------------- | ------------- |
| آخرین شناسایی | ۱۳۷۲      | فیلم سینمایی    | علی شاه‌حاتمی  | -             |
| فرمان آتش     | ۱۳۷۴      | فیلم سینمایی    | حسن ساجدی     | جواد شفق      |
| سوخته‌دلان     | ۱۳۷۵      | سریال تلویزیونی | بهروز طاهری   | محمد صوفی     |
| کمین          | ۱۳۷۵      | فیلم سینمایی    | حمید خیرالدین | محسن علی‌اکبری |

### مدیر تولید
| نام پروژه | سال تولید | نوع پروژه       | کارگردان       | تهیه‌کننده           |
| --------- | --------- | --------------- | -------------- | ------------------- |
| سفر سرخ   | ۱۳۷۹      | فیلم سینمایی    | حمید فرخ‌نژاد   | مجید مولایی         |
| فراری     | ۱۳۸۱      | فیلم سینمایی    | رضا جعفری      | رضا جعفری           |
| شهر باران | ۱۳۸۲      | سریال تلویزیونی | سید جواد هاشمی | مجید عباسی          |
| زخم زیتون | ۱۳۸۳      | فیلم سینمایی    | محمدرضا آهنج   | سید امیر پروین‌حسینی |

### تهیه‌کننده
| نام پروژه         | سال تولید یا پخش | نوع پروژه         | کارگردان       |
| ----------------- | ---------------- | ----------------- | -------------- |
| معما              | ۱۳۸۲             | سریال تلویزیونی   | محمدرضا آهنج   |
| وفا               | ۱۳۸۵             | سریال تلویزیونی   | محمدحسین لطیفی |
| شکرانه            | ۱۳۸۶             | سریال تلویزیونی   | سعید سلطانی    |
| پاریس تا پاریس    | ۱۳۸۹             | فیلم سینمایی      | محمدحسین لطیفی |
| ساخت ایران ۱      | ۱۳۹۰             | سریال نمایش خانگی | محمدحسین لطیفی |
| پروانه            | ۱۳۹۲             | سریال تلویزیونی   | جلیل سامان     |
| ناردون            | ۱۳۹۴             | فیلم سینمایی      | فریدون حسن‌پور  |
| من سالوادور نیستم | ۱۳۹۴             | فیلم سینمایی      | منوچهر هادی    |
| درخونگاه          | ۱۳۹۶             | فیلم سینمایی      | سیاوش اسعدی    |
| آینه بغل          | ۱۳۹۶             | فیلم سینمایی      | منوچهر هادی    |
| ساخت ایران ۲      | ۱۳۹۷             | سریال نمایش خانگی | برزو نیک‌نژاد   |
| حمال طلا          | ۱۳۹۷             | فیلم سینمایی      | تورج اصلانی    |
| چوب خط            | ۱۳۹۹             | سریال تلوزیونی    | حمید بهرامیان  |
| زودپز             | ۱۴۰۳             | فیلم سینمایی      | رامبد جوان     |

### جوایز
| نام جایزه                        | اهدا کننده                       | برای پروژه     | سال اهدا جایزه | منبع  |
| -------------------------------- | -------------------------------- | -------------- | -------------- | ----- |
| پروانه زرین داوران کودک و نوجوان | جشنواره فیلم کودک و نوجوان       | پاریس تا پاریس | ۱۳۹۰           | [ ۲ ] |
| یاس زرین                         | جشنواره بین‌المللی فیلم یاس تهران | ساخت ایران ۱   | ۱۳۹۵           | [ ۳ ] |